# Titán (satélite)
Titán es un satélite natural de Saturno, concretamente el mayor de entre los que orbitan este planeta y el segundo mayor del sistema solar en su conjunto, tras Ganímedes. Además, destaca por ser el único satélite conocido que posee una atmósfera relevante, y el único astro, aparte de la Tierra, en el que se ha encontrado evidencia clara de cuerpos líquidos estables en la superficie.
Se trata del sexto satélite elipsoidal de Saturno y frecuentemente es descrito como un satélite similar a un planeta. Tiene el diámetro un 50 % más grande que la Luna y es un 80 % más masivo; es más grande en volumen que el planeta Mercurio, aunque su masa representa el 40 % de este último.
Fue descubierto en 1655 por el astrónomo neerlandés Christiaan Huygens y fue el primer satélite conocido de Saturno, y el quinto satélite conocido de otro planeta.
Está compuesto principalmente de hielo y material rocoso, y así como con Venus antes de la era espacial, la atmósfera densa y opaca de Titán impedía la comprensión de su superficie hasta la llegada de la misión Cassini-Huygens en 2004, incluyendo el descubrimiento de lagos de hidrocarburos líquidos en las regiones polares. La superficie es geológicamente joven, a pesar de las montañas y el descubrimiento de varios posibles criovolcanes, es suave y con pocos cráteres de impacto.
Según los datos disponibles su atmósfera podría estar compuesta principalmente de nitrógeno, pero hasta un 6 % puede ser metano y compuestos complejos de hidrocarburos. El clima, incluyendo viento y lluvia, crea accidentes geográficos similares a los de la Tierra, tales como dunas, ríos, lagos, mares (probablemente de metano líquido y etano) y deltas, y está dominado por patrones climáticos estacionales como en la Tierra. Con sus líquidos (tanto superficiales como subterráneos) y su robusta atmósfera de nitrógeno, el ciclo del metano de Titán es visto como una analogía con el ciclo del agua de la Tierra, aunque a una temperatura mucho más baja.
El día 2 de octubre de 2013, fue anunciado que el espectrómetro infrarrojo compuesto de la sonda Cassini (CIRS, por sus siglas en inglés) detectó propileno en la baja atmósfera de este satélite, lo que se convierte en la primera detección definitiva de esta sustancia en cualquier parte del Sistema Solar, exceptuando la Tierra.
Actualmente existe un proyecto ya en marcha por parte de la NASA, para llevar una sonda a Titán, llamada Dragonfly, que se desplazará por el satélite volando al tratarse de un dron. Debido a la pandemia, el lanzamiento originalmente con fecha en 2024, se retrasará tres años después para 2027.

## Descubrimiento
Christiaan Huygens descubrió el 25 de marzo de 1655 el mayor de los satélites de Saturno y le dio el nombre de Luna Saturni. Huygens publicó este descubrimiento así como sus observaciones de los anillos del planeta en una obra titulada Systema Saturnium, publicada en 1659.
El nombre de «Titán» y los otros siete satélites de Saturno conocidos por John Herschel (hijo de William Herschel) proviene de la publicación en el año 1847 de sus observaciones sobre Saturno, donde sugería los nombres de los titanes, hermanos y hermanas de Crono (el nombre griego para el dios romano del tiempo Saturno), como un método más efectivo para nombrar a los satélites de Saturno que hasta entonces se designaban por numerales romanos siguiendo el orden de proximidad al planeta.

## Visibilidad desde la Tierra
Titán tiene una magnitud de entre +7,9 y +8,7 y alcanza una distancia angular de alrededor de 20 veces el radio de Saturno. Titán puede en general observarse con telescopios pequeños (con diámetro superior a unos 5 cm) e incluso con unos grandes prismáticos, como un punto «estrelliforme» cercano a Saturno. En las mejores aproximaciones a la Tierra presenta un tamaño aparente de hasta 0.85 segundos de arco de diámetro, apareciendo como una diminuta mancha de color amarillo-anaranjado que sólo puede apreciarse como un pequeño «disco» aparente con telescopios de aficionado a partir de 200 mm de diámetro utilizando más de 240 aumentos.

## Órbita y rotación
Titán orbita Saturno cada 15 días y 22 horas. Como la Luna y los satélites de muchos planetas gigantes, su período de rotación (es un día) es el mismo que su período orbital. Titán gira sincrónicamente con Saturno y está en bloqueo de marea. también tiene super-rotación atmosférica. Desde el meridiano que pasa por este punto, la longitud en Titán se mide hacia el oeste. Su excentricidad orbital es 0.0288, y su plano orbital está inclinado a 0.348 grados con respecto al ecuador de Saturno.  Desde la Tierra, la distancia entre Titán y Saturno es de aproximadamente 20 ángulos de radio (un poco más de 1,200,000 kilómetros (750.000 millas) de Saturno), y su diámetro es de 0.8 segundos de arco.

## Características físicas

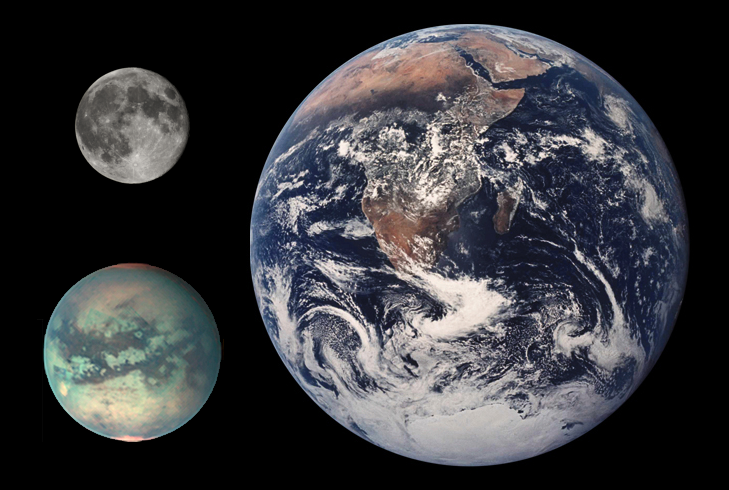
Comparación de Titán con la Tierra y la Luna

### Estructura interna
Uno de los objetivos de la misión Cassini es estudiar la estructura interna de este satélite natural. La baja densidad que posee (1.9 gramos por centímetro cúbico) apunta a que es 50 % roca y 50 % hielo. Inicialmente se pensó que tenía un núcleo rocoso de 3,400 kilómetros de diámetro rodeado por diversas capas de hielo, es decir, similar a la de Ganímedes, el mayor satélite de Júpiter. Pero investigaciones recientes realizadas con ayuda de Cassini sugieren que no existe tal núcleo de roca; en su lugar, y de modo similar a Calisto, el segundo mayor satélite de Júpiter, el interior de Titán consiste en una mezcla de hielo y roca no diferenciada (excepto en los 500 kilómetros más exteriores, donde no hay materiales rocosos).
Se cree que existe también un océano subterráneo de agua y amoníaco disuelto en él a una profundidad de 100 kilómetros bajo la superficie, y tal vez otro de hidrocarburos.

### Atmósfera

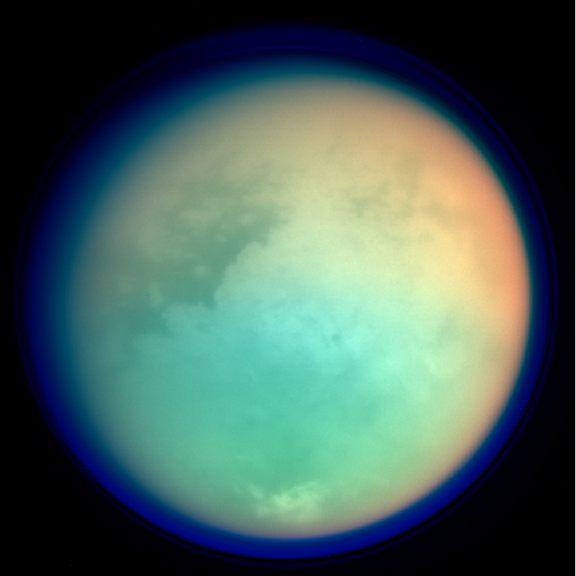
Imagen de Titán obtenida en infrarrojo por la misión Cassini/Huygens

Titán es el único satélite conocido con una atmósfera densa. La primera persona que sugirió que Titán podía tener atmósfera fue el astrónomo español Josep Comas i Solà en 1907 por el efecto de oscurecimiento al borde. La presencia de una atmósfera significativa fue confirmada por Gerard P. Kuiper en 1944 a partir de espectros tomados en el Observatorio Yerkes y el Observatorio McDonald. La sonda Voyager 1 demostró en 1981 que, de hecho, la atmósfera de Titán es más densa que la de la Tierra, con una presión en superficie de una vez y media la de nuestro planeta. En comparación con la Tierra, la atmósfera de Titán es 1.19 veces más masiva que la terrestre, de hecho si Titán tuviera el radio de la Tierra, la atmósfera sería 7.3 veces más masiva que la de la nuestro planeta. Cuenta con una capa nubosa opaca formada por aerosoles de hidrocarburos que oculta los rasgos de la superficie de Titán. La presión parcial del metano es del orden de 100 milibares. Esa densa atmósfera es la responsable de que la iluminación existente en la superficie de Titán sea de 1/1000 de la existente en la superficie terrestre (aun así, la luminosidad existente es 350 veces superior a la que se puede dar en una noche de Luna llena en la Tierra). De hecho, el equipo de la sonda Huygens comparó las fotografías tomadas por la sonda de la superficie de Titán a fotografiar el asfalto de un aparcamiento durante el crepúsculo.
La atmósfera está compuesta en un 94 % de nitrógeno y es la única atmósfera rica en nitrógeno en el Sistema Solar aparte de nuestro propio planeta, con rastros significativos de varios hidrocarburos que constituyen el resto (incluyendo metano, etano, diacetileno, metilacetileno, cianoacetileno, acetileno, propano, junto con anhídrido carbónico, monóxido de carbono, cianógeno, cianuro de hidrógeno y helio). Se piensa que estos hidrocarburos se forman en la atmósfera superior de Titán en reacciones que son el resultado de la disociación del metano por la luz ultravioleta del Sol produciendo una bruma anaranjada y espesa.
La presencia de HAP (hidrocarburos aromáticos policíclicos) en la alta atmósfera de Titán ha sido confirmada por un estudio del CSIC-IAA (Instituto Andaluz de Astrofísica), como se publica el 6 de junio de 2013.
El origen de la atmósfera titaniana no está claro, pero se ha propuesto que durante gran parte de la historia del Sistema Solar Titán era un mundo sin ella, con el nitrógeno y el metano congelados en la superficie y pareciendo una versión en grande de Tritón, el mayor satélite de Neptuno. El aumento de la luminosidad del Sol en su evolución, y quizás un gran impacto de un asteroide o cometa, habrían provocado que esos gases se evaporaran y cubrieran el satélite de la densa atmósfera que hoy tiene, aunque en un principio con mucho más metano que en la actualidad.
Asumiendo que el metano presente en la atmósfera y que se pierde con las lluvias no sea repuesto, acabará por precipitarse por completo en la superficie de Titán en menos de mil millones de años, formando depósitos oscuros en ella y quedando sólo el nitrógeno en la atmósfera, la cual quedará limpia de niebla (algo parecido a Marte en la actualidad).
La presión parcial del metano es del orden de 100 hPa, cumpliendo el papel del agua en la Tierra, formando nubes en su atmósfera, desde nubes que causan tormentas de metano líquido en Titán y que descargan precipitaciones importantes de metano que llegan a la superficie produciendo, en total, unos 50 l/m² de precipitación anual, hasta cirros muy parecidos a los terrestres (excepto que formados de cristales de hidrocarburos y a una altura mucho mayor, entre 50 y 100 km (en la estratosfera de Titán) en vez de los como mucho 18 km de los cirros terrestres (contenidos en la troposfera terrestre). La existencia de estas últimas nubes ya se sospechaba desde la época del sobrevuelo de la sonda Voyager 1, confirmándose su existencia gracias a los datos enviados por la sonda Cassini.
Titán no tiene un campo magnético considerable y su órbita alcanza el exterior de la magnetósfera de Saturno exponiéndose directamente al viento solar. Esto puede ionizar y elevar algunas moléculas a la cima de la atmósfera.
Las observaciones de la nave Cassini de la atmósfera hechas en 2004 sugieren que la atmósfera de Titán gira mucho más rápido que su superficie, al igual que ocurre en Venus, un régimen dinámico de la atmósfera que no se comprende en ninguno de los dos casos. De hecho, en cada polo hay sendos vórtices donde el patrón de nubes invierte 9 horas en completar una vuelta.
Hay nubes en la atmósfera de Titán además de una espesa niebla que afecta a todo el satélite. Estas nubes están probablemente compuestas de metano, etano y otros compuestos orgánicos simples. Otros compuestos químicos más complejos en pequeñas cantidades deben ser responsables del color anaranjado que se aprecia desde el espacio.
Una investigación reciente apunta a que es posible que Titán albergue moléculas prebióticas. De acuerdo con ella, el agua líquida que aparece en Titán tras, por ejemplo, el impacto de un meteorito contra su superficie helada, o su criovulcanismo puede permanecer en este estado durante cientos o miles de años, tiempo más que suficiente para que las tolinas presentes en su atmósfera se hidrolicen (reaccionen con ella) y den lugar a moléculas orgánicas complejas.
En octubre de 2004, durante uno de los sobrevuelos de Titán por la nave Cassini, se fotografiaron nubes altas y densas sobre el polo sur de Titán. Este tipo de formaciones nubosas son frecuentes en el polo sur de Titán, tal y como revelan las observaciones con el telescopio Keck desde la Tierra. Aunque inicialmente se pensaba que tales nubes solo podían estar formadas por la condensación del abundante metano atmosférico, las observaciones de mayor resolución han planteado algunos problemas a esta interpretación, por lo que varios estudios actuales sobre la atmósfera de Titán pretenden determinar la composición de las nubes, para decidir si nuestra idea de la atmósfera de Titán necesita ser revisada.
También han sido descubiertas nubes en el polo norte de este satélite. En el sobrevuelo de Titán del día 28 de diciembre de 2006, el instrumento VIMS de la sonda Cassini descubrió un gran sistema nuboso (con la mitad de superficie que Estados Unidos) que cubre completamente el polo norte. Los modelos de circulación atmosférica de Titán ya habían predicho la existencia de esta nube, la cual según estudios recientes ha empezado a romperse al llegar la primavera allí.
Investigaciones posteriores muestran la presencia de nubes que se forman y mueven como las terrestres, aunque bastante más lentamente, y se ha predicho sobre la base de las observaciones que el comienzo del otoño en Titán será "cálido y húmedo", según los patrones existentes allí.
Inicialmente se había predicho que las nubes del sur desaparecerían en 2005; sin embargo, se ha comprobado que a finales de 2007 las nubes seguían estando presentes allí y además muy activas, para finalmente acabar por desaparecer tiempo después.
En 2015 un estudio del Centro Goddard de Astrobiología de la NASA  halló convincentes evidencias de que el acrilonitrilo está presente en la atmósfera de Titán y que una cantidad significativa de este material llega hasta la superficie, lo cual ha dado a investigar sobre la posibilidad de que las moléculas de acrilonitrilo puedan unirse y formar un material similar al de una membrana celular.
El ciclo estacional de Titán dura 29.5 años.

#### Ciclo del metano
Titán es un mundo extraordinariamente abundante en compuestos orgánicos, sobre todo metano. Probablemente el contenido de hidrocarburos líquidos de este satélite (en la forma de mares y lagos) es centenares de veces superior al de todas las reservas de petróleo y de gas natural de la Tierra. Además, sus dunas ecuatoriales (de las que se habla más abajo) posiblemente contienen centenares de veces más materia orgánica que todas las reservas de carbón de la Tierra.
El metano cumple el papel del agua en la Tierra y forma nubes en su atmósfera. Cuando se condensa sobre los aerosoles forma una lluvia de metano con partículas que llena los torrentes con un material negro que fluye. Pero ahora los cañones y los lagos en la zona donde aterrizó la sonda Huygens están secos porque el metano, al igual que el agua en la Tierra, se infiltra bajo el suelo de Titán y deja en la superficie restos de materia orgánica cubriéndolo de una especie de alquitrán. En febrero de 2006 un grupo de científicos de las Universidades de Nantes (Francia) y de Arizona descifraron un poco más el ciclo del metano en la atmósfera. Descubrieron que el agua congelada rica en metano formaría una capa sólida en la superficie de Titán, por encima de un océano de agua líquida mezclada con amonio. Explican los procesos por medio de los cuales durante tres instantes en la historia de Titán el metano se sublimó a la atmósfera desde este reservorio superficial. En la atmósfera el metano tiene una vida breve, por lo que es necesaria su reposición. El metano formaría nubes en la atmósfera; condensado sobre aerosoles formaría lluvia, cuyos ríos serían responsables del moldeado del relieve de Titán y de hipotéticos lagos o mares. Es también responsable en parte de la opacidad de la atmósfera. Su futura desaparición de la atmósfera por no haber más procesos de sublimación provocaría un cambio drástico del régimen climático de Titán.

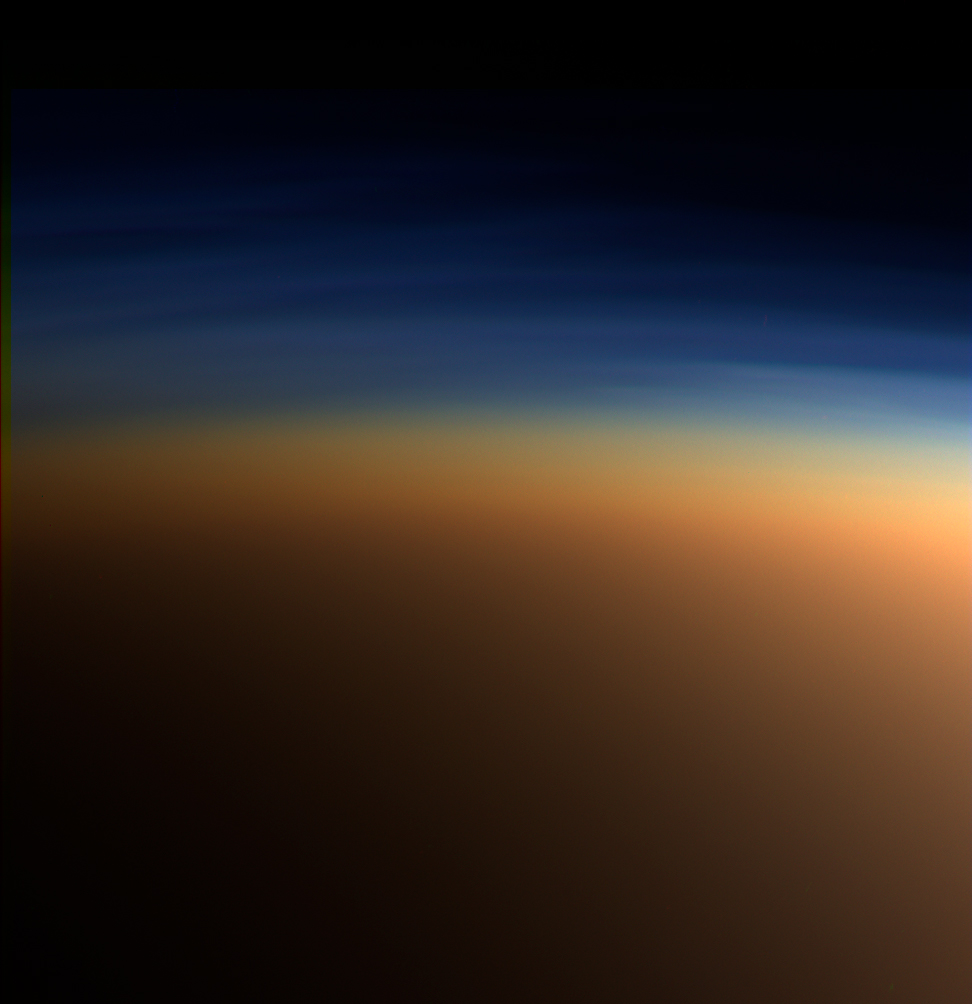
La compleja atmósfera de Titán en colores naturales

La compleja fotoquímica de la atmósfera superior podría convertir el etano en acetileno y etileno, que combinados con el nitrógeno atmosférico podrían formar los bloques básicos para la aparición de aminoácidos; sin embargo, se ha detectado en la superficie titaniana una deficiencia del primer compuesto, lo cual junto a la desaparición de hidrógeno cayendo a la superficie de este satélite sugiere que allí están teniendo lugar complejos procesos químicos, aunque que tales procesos sean causados por hipotética vida basada en el metano parece algo muy remoto.

#### Precipitación de metano

Desarrollo de nubes de metano y de una estructura superficial oscura y de bordes definidos, que sugiere la presencia de un lago de metano líquido.

El 27 de julio de 2006 investigadores españoles de la Universidad del País Vasco en Bilbao, Ricardo Hueso y Agustín Sánchez-Lavega, publicaron en la revista Nature un artículo estudiando la formación de tormentas de metano líquido en Titán. Según este estudio se producen cada cierto tiempo, cuando se dan las condiciones apropiadas de humedad y temperatura, "fuertes tormentas" que descargan precipitaciones importantes de metano. Los investigadores han formulado un modelo que demostraría que estas tormentas y las subsiguientes precipitaciones de metano serían las causantes de los cauces y estructuras fluviales de reciente formación detectados por la sonda Cassini-Huygens.
El modelo publicado en Nature demuestra que puede haber tormentas y llover en la superficie. De este modo Titán y la Tierra serían los únicos lugares en el Sistema Solar en los que llueve sobre su superficie. Las simulaciones numéricas por ordenador han demostrado que las nubes rápidas y brillantes observadas en Titán pueden desencadenar lluvias de metano con gotas de este líquido de hasta 5 mm de radio. Según estos autores estas tormentas se desencadenan en cuestión de horas de forma similar a como lo hacen las tormentas terrestres. Las tormentas de metano, capaces de alcanzar en su desarrollo vertical los 35 kilómetros de altura, producirían en cuestión de horas densas nubes de metano y copiosas precipitaciones de gotitas líquidas de este compuesto, semejantes a las más intensas trombas de agua que se producen en las tormentas terrestres.
Una de tales tormentas (del tamaño de la India) ha sido detectada mediante el uso de observaciones con telescopios terrestres y el telescopio de infrarrojos Spitzer en la región tropical de Titán, una zona que en la que no se habían visto nubes. Tras su formación se desplazó en dirección sureste generando nuevos sistemas nubosos.
En el mismo número de Nature se publica un estudio de Tetsuya Tokano, de la Universidad de Colonia, Alemania, donde se estudia la lluvia de metano en forma de rocío sobre la superficie de Titán en la región de descenso de la sonda Huygens. Los datos de Huygens indican la presencia de una baja y apenas visible nube de metano y nitrógeno que libera gotas de lluvia que caen hacia la superficie de Titán continuamente, produciendo unos 50 (L/m²) de precipitación anual, aunque otros estudios estimaban la precipitación total en Titán en aproximadamente 10 L/m². Comparados con aproximadamente 1000 L/m² en la Tierra, indican que las tormentas en Titán podrían estar espaciadas entre sí por cientos de años, y en cambio ser mucho más copiosas que las terrestres. Como causas de este ciclo hidrológico exagerado se indican la baja radiación solar que llega a Titán, una milésima parte que la que llega a la Tierra, y la alta capacidad de retención de humedad de la atmósfera de Titán, equivalente a varios metros de precipitación líquida, comparada con los pocos centímetros de agua precipitable en la atmósfera terrestre.
Una comparación de imágenes tomadas en 2004 y 2005 muestra cambios en lagos situados en el polo sur del satélite, los cuales han sido atribuidos a una tormenta de metano que ha llenado tales lagos, muy posiblemente causada por la actividad meteorológica existente allí.
La evidencia más sólida a favor de la presencia de precipitación de metano ha sido avistada a finales de 2010, en una época de la primavera de allí equivalente a principios de abril en el hemisferio norte de la Tierra, y consistiendo tanto en la observación de grandes sistemas de tormentas en el ecuador de Titán como en cambios de brillo en esa zona, las cuales se cree han sido causadas debido a la lluvia asociada a ellas.

### Superficie

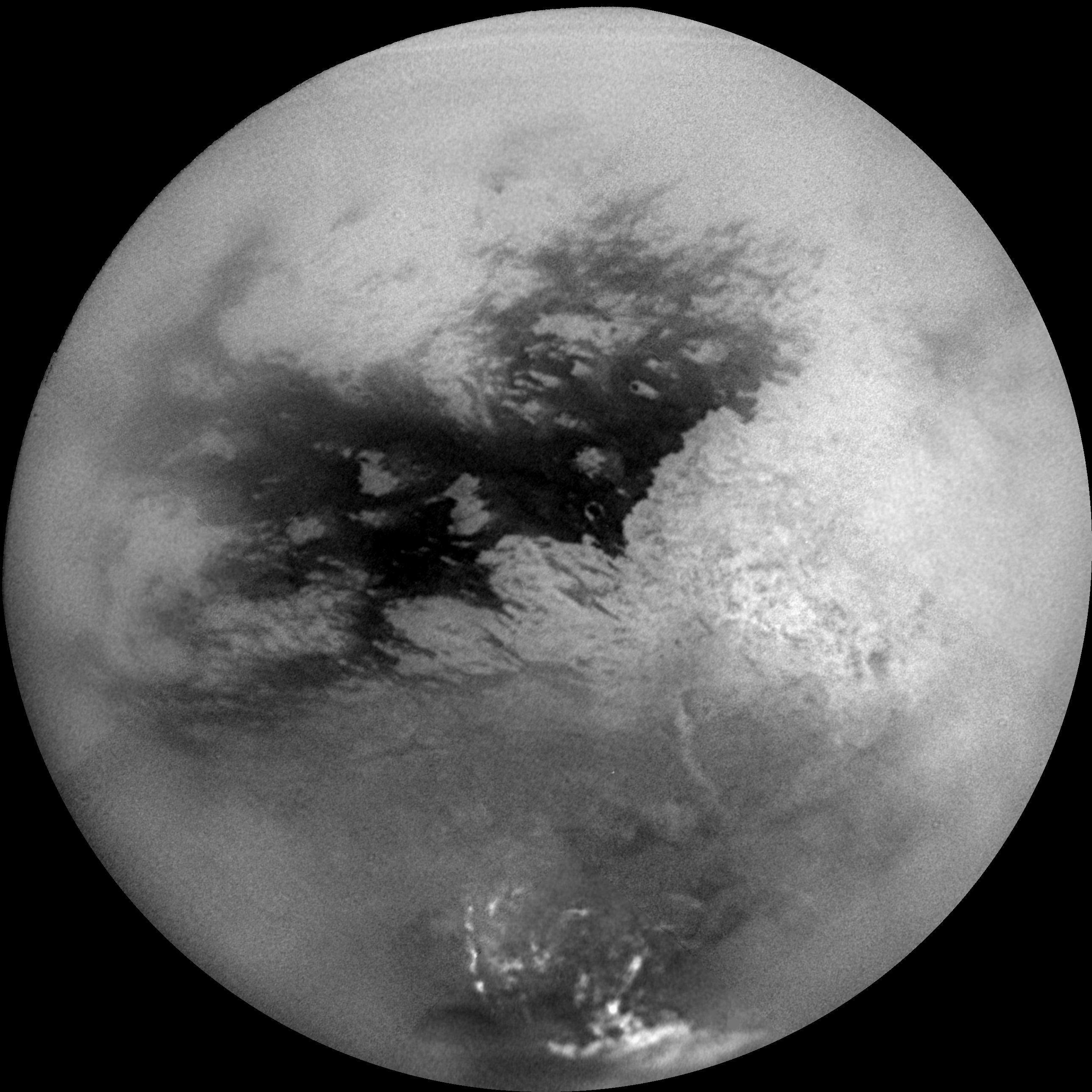
Xanadu es la región blanca brillante cercana al ecuador del satélite y a la derecha de la zona oscura.

A pesar de las densas capas de niebla que rodean a Titán, el instrumento VIMS a bordo de la misión Cassini/Huygens fue capaz de obtener esta imagen infrarroja de la superficie del satélite, mostrándola cubierta de diferentes materiales en el hemisferio sur. También se puede apreciar una región circular que podría ser un cráter en el norte. La brillante mancha blanca en el hemisferio sur cerca del polo podría ser una formación meteorológica en la nube de metano.
Hasta los reiterados pasos de la sonda Cassini, los mapas de la superficie de Titán eran poco precisos debido a la opacidad de la atmósfera. Mediante las imágenes de 1994 del telescopio espacial Hubble se descubrió una región que se denominó extraoficialmente Xanadu, por la antigua capital de verano del imperio mongol. Es un área grande del tamaño de Australia, e inicialmente no estaba claro el tipo de terreno que era y se pensó que se trataba de mares de metano. Los lagos de hidrocarburo podrían haber sido perceptibles observando la luz del sol que se refleja en la superficie de cualquier líquido, pero no se ha observado ninguna reflexión especular. Imágenes de la nave espacial Cassini revelaron que la región de Xanadu poseía características geológicas similares a las de la Tierra, con colinas, valles y dunas de arena oscura, cortadas por cauces similares a los ríos de la Tierra. Xanadu es una inmensa zona de Titán cuya altura es considerablemente más elevada que el promedio; se trata, pues, de un continente. En octubre de 2007, en imágenes tomadas con los telescopios VLT y Keck, se ha detectado metano líquido en la parte baja de la atmósfera de Titán y sobre el continente; se trata de lluvia de metano que, según una nota de prensa conjunta entre los observatorios de ESO y de los telescopios Keck, podría estar producida por un fenómeno análogo a la lluvia costera en la Tierra. La bruma ascendería por las laderas de las montañas al amanecer, se enfriaría, y se condensaría en forma de gotas de lluvia.
La presencia de lagos ha sido descubierta por la nave Cassini en julio de 2006 cerca del polo norte de Titán. Cassini ha tomado fotos de mayor resolución de estos rasgos, y también ha descubierto enigmáticos rasgos lineales que algunos científicos han sugerido pueden indicar actividad tectónica.
Durante el acercamiento a Titán del 26 de octubre de 2004, se observó una superficie lisa con pocos cráteres de impacto; hasta la fecha sólo se conocen unos pocos. Entre ellos:
- Menrva, un cráter de 440 kilómetros de diámetro y varios anillos.[44]

- Sinlap, de suelo liso y 80 kilómetros de diámetro.[45]
- Ksa, que tiene 30 kilómetros de diámetro, con pico central y suelo oscuro.[46]
- Uno de 112 kilómetros de diámetro con pico central pequeño, suelo llano y de forma algo irregular, aún sin nombre.[47]

Además, se han descubierto diversas estructuras crateriformes que quizás sean cráteres de impacto, pero que carecen de ciertos rasgos que faciliten su identificación de manera segura.
Esto sugiere que el satélite tiene una superficie activa que se renueva constantemente.
Las primeras imágenes de radar han revelado un mundo complejo, con unas áreas rugosas y otras lisas. Hay rasgos que parecen de origen volcánico, como por ejemplo Ganesa Macula, la cual fue estudiada con el radar de la sonda tanto durante ese sobrevuelo como en uno posterior acontecido durante el 13 de enero de 2007 y que es interpretada como un volcán que funcionaría a temperaturas bajas, por lo que se ha denominado criovolcán y que probablemente arroja agua mezclada con amoníaco, aunque otras interpretaciones como un cráter de impacto también han sido sugeridas, o Tortola Facula; sin embargo, en este caso estudios posteriores realizados con ayuda del radar han mostrado que en realidad es únicamente un obstáculo rodeado por dunas y no un rasgo criovolcánico.
Otros rasgos que se sospechan de origen criovolcánico son una cuenca descubierta cerca del polo sur (aunque también se ha sugerido que puede ser un cráter de impacto degradado y lleno de materiales sedimentarios o el producto de un colapso debido a metano existente bajo la superficie), que quizás haya estado llena de hidrocarburos líquidos, Hotei Arcus, un rasgo brillante en el infrarrojo y quizás variable con el tiempo que muestra estructuras posiblemente causadas por el fluir de fluidos tan viscosos como la lava terrestre, así como canales seguramente excavados por lluvias de metano y la presencia de compuestos distintos a los que se hallan a su alrededor; se sospecha que ahora hay cierta actividad allí, lo cual de confirmarse convertiría a esta estructura en el primer criovolcán activo descubierto en Titán.
El considerado mejor candidato a criovolcán, sin embargo, es Sotra Facula, una estructura que consta de dos picos de más de 1000 metros de altura, cráteres de hasta 1500 metros de profundidad, y flujos de materiales.
Recientes análisis de los datos enviados por Cassini —como la presencia de depósitos temporales de hielo de amoniaco (que se cree se halla en el interior de Titán) en la superficie— parecen dar un fuerte espaldarazo a la presencia de criovulcanismo, aunque no todos los científicos están de acuerdo con dichos análisis, y de hecho algunos han sugerido que en realidad Titán es un mundo muerto geológicamente cuyos rasgos superficiales han sido causados en su mayoría por procesos externos (impactos de asteroides y cometas que han creado cráteres en su superficie seguidos de erosión causada por el viento y fluidos moviéndose por su superficie, que los han desdibujado dándoles la falsa apariencia de haber sido causados por criovulcanismo), habiendo sido comparado a Calisto, el satélite galileano más externo de Júpiter, sólo que con atmósfera y por tanto con tiempo atmosférico.
Durante los diversos acercamientos a Titán de la sonda Cassini se han observado más detalles gracias sobre todo al uso de su radar. Destacan en particular formaciones lineales interpretadas como campos de dunas, lo que parecen ser cráteres de impacto, canales seguramente producidos por metano líquido similares a los vistos por la sonda Huygens en su descenso, y lo que parece ser una línea de costa en el hemisferio sur de la luna.
La temperatura en la superficie de este satélite es del orden de 90 Kelvin (−183,2 °C) y la presión cercana a 140 kPa (aproximadamente 1,4 atmósferas). En estas condiciones el metano estaría por debajo de su punto de saturación y no existirían lagos o ríos de metano. Otros hidrocarburos formados a partir del [metano, como el etano, sí podrían estar saturados y en estado líquido en la superficie, constituyendo una analogía con el agua en la Tierra. Estos depósitos líquidos podrían contener importantes cantidades de metano disueltas.
Durante el sobrevuelo del día 25 de octubre de 2006, han sido descubiertas mediante el uso del instrumento VIMS las que son las montañas más altas de Titán hasta la fecha, con una longitud de 150 kilómetros, una anchura de 30 kilómetros y una altura de 1,5 kilómetros. Estas montañas parecen estar hechas de hielo cubierto por una especie de "nieve" de material orgánico. En ese mismo sobrevuelo, también ha sido descubierto lo que parece ser un nuevo criovolcán. Posteriormente, se han descubierto mediante el uso del radar de Cassini nuevas cordilleras montañosas, con alturas de hasta 2 kilómetros. Varias de ellas se sitúan en el ecuador y se extienden de oeste a este, lo que sugiere de acuerdo a los modelos un origen común para ellas: la contracción del satélite debido al decaimiento de isótopos radiactivos en su interior, lo que conlleva una congelación del océano existente bajo la superficie y con ello un engrosamiento de la corteza titaniana hasta que se rompe creando las montañas, un fenómeno parecido al que creó los montes Zagros en Irán.
Titán parece también tener terrenos similares a los cársticos terrestres, aunque, como se ha comentado antes, con los hidrocarburos líquidos reemplazando al agua y el hielo con materiales orgánicos a la piedra caliza; esto sugiere que podría tener cavernas subterráneas, formadas de modo similar.

#### Dunas ecuatoriales
El 5 de mayo de 2006 se publicó en la revista Science que mediante observaciones de radar de la nave Cassini, se había descubierto que Titán tiene dunas de color marrón oscuro que se elevan unos 150 metros sobre la superficie y corren paralelas, una al lado de la otra, en el ecuador de Titán. Una de estas dunas tiene 1500 kilómetros de largo.
Se extienden a lo largo de cientos de kilómetros en Titán. De acuerdo con las mediciones del instrumento VIMS, las dunas de Titán probablemente están compuestas de un núcleo central de hielo de agua rodeado por materia orgánica, estimándose que la "arena" formada por esos granos es un poco más granulosa, pero menos densa que la terrestre o la marciana, y que los granos tienen el tamaño de los de café. Este trabajo se basó en las imágenes tomadas en el mes de octubre de 2005.
Se han encontrado dunas, aparte de en la Tierra, en Marte y Venus. Titán tiene una densa atmósfera, pero está tan alejado del Sol que los científicos dudaban de que la atmósfera tuviese la suficiente energía para desarrollar los vientos necesarios para erosionar y apilar la arena. La enorme gravedad de Saturno crea fuertes mareas en la atmósfera de Titán, que si es comparada con la que ejerce la Tierra sobre su satélite, es 400 veces mayor. Los modelos de computadora revelan que estas mareas serían los responsables de los vientos cercanos a la superficie de Titán. Los tipos de dunas observados con forma longitudinal o lineal son característicos de su formación por vientos.
Es posible que las mareas de viento acarreen sedimentos oscuros desde latitudes altas hacia el ecuador y formen así el cinturón oscuro de Titán. Se presume que estas dunas se forman cuando la lluvia de metano líquido erosiona partículas de rocas de hielo. Así pues, la región ecuatorial del satélite no estaría formada por mares sino que sería una zona desértica, aunque en latitudes más altas podría haber lagos de metano; según se cree, la "arena" se forma mediante la fusión de partículas de materia orgánica del tamaño de partículas de humo que se precipitan desde la atmósfera, y no por erosión como ocurre en la Tierra. Una prueba a favor de esta teoría es que los granos parecen tener poca agua y bastante material orgánico.
Recientemente, la NASA ha hecho público un mapa en el que se muestra el patrón global de dichas dunas. De acuerdo con los resultados publicados, la dirección predominante de los vientos cerca de la superficie es hacia el este y no hacia el oeste, como se pensó en un principio.

#### Lagos de metano

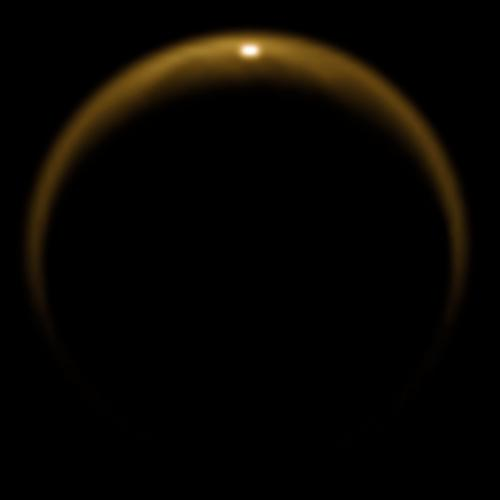
El reflejo especular sobre la superficie de Titán confirma la presencia de líquido

Las observaciones continuadas por parte de la sonda Cassini han permitido explorar con menor grado de detalle áreas mucho mayores que la región sobre la que aterrizó la sonda Huygens. Algunas de las imágenes así obtenidas sugieren la presencia de lagos líquidos de metano en la superficie.
La sonda Cassini, utilizando su sistema de radares, captó el 21 de julio de 2006 dos "manchas oscuras", similares a los lagos terrestres, que constituyen una "poderosa evidencia" de que hay depósitos de hidrocarburos en el satélite. Las "manchas" miden 420 kilómetros por 150, y 475 por 150, y están en el polo norte de Titán, es decir, donde aún es más baja la temperatura, dado que el satélite tiene un ángulo de inclinación de su eje de 27 grados, lo que le hace tener —como la Tierra, donde el ángulo es de 23 grados— estaciones y zonas más frías. El día 8 de julio de 2009 la sonda Cassini fotografió el primer reflejo especular sobre la superficie del satélite, confirmando la presencia de líquido sobre la superficie.
La sonda Cassini, en su sobrevuelo de Titán del día 23 de septiembre de 2006, descubrió más posibles lagos cerca del polo norte. El primero se localiza a 74 º Norte y 65 º Oeste, y tiene un tamaño de 20 × 25 kilómetros. Muestra claramente las líneas de costa y se observan varias bahías estrechas y una península. En otra imagen se ven dos lagos comunicados de unos 60 × 40 kilómetros. Están localizados a 73 º Norte y 46 º Oeste, y uno de ellos tiene manchas más claras, lo que podría indicar que se está secando lentamente según se aproxima el verano al hemisferio norte.
En el sobrevuelo del día 9 de octubre de 2006 han sido descubiertos más de 75 posibles lagos en las proximidades del polo norte de Titán, entre 70.ºN y 83.ºN.
También han sido descubiertas estructuras similares —las primeras en un sobrevuelo acaecido el día 2 de octubre de 2007—, así como estructuras causadas por el fluir de líquidos, en la región polar del hemisferio sur. El hecho de que parezca haber menos de ellas en esa zona que en su equivalente del hemisferio norte, así como la presencia de lo que posiblemente son cuencas de lagos secos, es consistente con la teoría de que dichas estructuras son lagos que se llenan durante el invierno y se secan durante el verano titaniano.
Con todo, el mayor de todos los posibles lagos conocidos hasta la fecha ha sido descubierto durante un sobrevuelo acontecido el día 22 de febrero de 2007. Con una superficie de más de 100 000 km², es mayor que el lago Superior en América del Norte y en proporción es mayor que el mar Negro, lo cual ha llevado a los científicos a considerarlo un mar más que un lago. En enero de 2007, la revista Nature publica el descubrimiento de que estos lagos son de metano líquido y se llenan bien por lluvia o por depósitos de metano líquido del subsuelo, siendo lo primero bastante plausible al verse los barrancos que las alimentan. Este descubrimiento ha sido confirmado en un sobrevuelo realizado en diciembre de 2007, en el cual se han detectado de manera inequívoca hidrocarburos líquidos en uno de tales posibles lagos, llamado Ontario Lacus, el cual en concreto está situado en el polo sur de Titán, y en el polo norte en un sobrevuelo realizado en julio de 2009, durante el cual el instrumento VIMS de Cassini captó el reflejo de la luz del Sol en un lago del polo norte de Titán
Otra prueba de que dichas estructuras están llenas de líquido —probablemente metano— es la baja reflectividad en el radar, la cual indica profundidades de al menos decenas de metros, así como la presencia de islas, y que una comparación de imágenes tomadas por radar en diferentes sobrevuelos muestra cómo están desapareciendo lagos en el hemisferio sur de Titán, algo interpretado como que se están evaporando. Un estudio del Caltech publicado en 2010 confirmó que los lagos del hemisferio sur están evaporándose a una velocidad de un metro por año.
También existen ríos, habiendo informado la NASA del descubrimiento de un posible río situado en la región polar norte de Titán con una longitud de aproximadamente 400 kilómetros y que ha sido comparado con el Nilo terrestre, aunque bastante menor y por supuesto transportando hidrocarburos y no agua. Este desemboca en el lago Ligeia Mare.
Por ahora se desconoce la razón por la que el polo norte de Titán tiene más lagos que el polo sur; sin embargo, una teoría reciente sugiere que es debido a la excentricidad de la órbita de Saturno alrededor del Sol, lo que provoca que el metano tienda a concentrarse en el hemisferio norte de Titán, aunque al variar los parámetros orbitales de Saturno con el tiempo, esta situación puede invertirse cada muchos miles de años.

#### El río «Nilo» de Titán
Gracias a la sonda Cassini de la NASA, un equipo de científicos ha descubierto lo que parece ser una versión extraterrestre en miniatura del río Nilo: un valle fluvial que se extiende más de 400 kilómetros sobre la superficie de Titán.
Esta es la primera vez que se obtienen imágenes con tan buena resolución de un sistema fluvial de estas proporciones fuera de nuestro propio planeta.
Los científicos han llegado a la conclusión de que este río está lleno de líquido, ya que aparece oscuro a lo largo de todo su recorrido en las imágenes de radar de alta resolución, lo que indica que presenta una superficie completamente lisa.

Aunque presenta algunos pequeños meandros, este valle fluvial es prácticamente recto, lo que podría indicar que sigue el curso de al menos una falla, al igual que los otros grandes ríos que desembocan en la orilla meridional de este mismo mar de Titán
Jani Radebauch, Universidad Brigham Young de los Estados Unidos, forma parte del equipo a cargo del radar de Cassini

Estas fallas —fracturas en la superficie de Titán— no necesariamente tienen que ser el resultado de una tectónica de placas, como sucede aquí en la Tierra, pero también provocan la apertura de cuencas y quizás la formación de grandes mares.

Titán es el único cuerpo celeste que conocemos, aparte de la Tierra, en el que existe líquido de forma estable sobre su superficie. Si bien el ciclo hidrológico de nuestro planeta está basado en el agua, el equivalente de Titán lo está en hidrocarburos como el etano o el metano.
A finales del año 2010, las cámaras de Cassini en la banda de la luz visible descubrieron varias zonas de Titán que habían tomado un tono más oscuro tras una precipitación atmosférica.
En 2008, el espectrómetro de Cassini en las bandas de la luz visible e infrarroja confirmó la presencia de etano líquido en un lago del hemisferio sur de Titán conocido como ‘Lago Ontario’.

Las imágenes de este río tomadas por Cassini nos vuelven a mostrar un mundo en movimiento, como ya sugerían los canales y los barrancos fotografiados por la sonda Huygens de la ESA durante su descenso a la superficie de Titán en el año 2005.
Nicolas Altobelli, del Proyecto Cassini para la ESA

## Exploración espacial de Titán y posibilidad de existencia de vida

### Primeras sondas

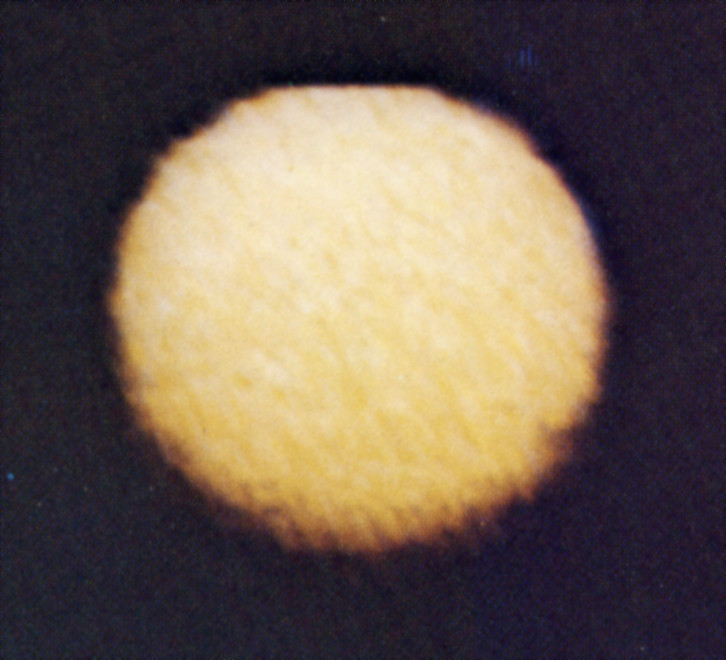
Titán, captado por la sonda Pioneer 11 en 1979

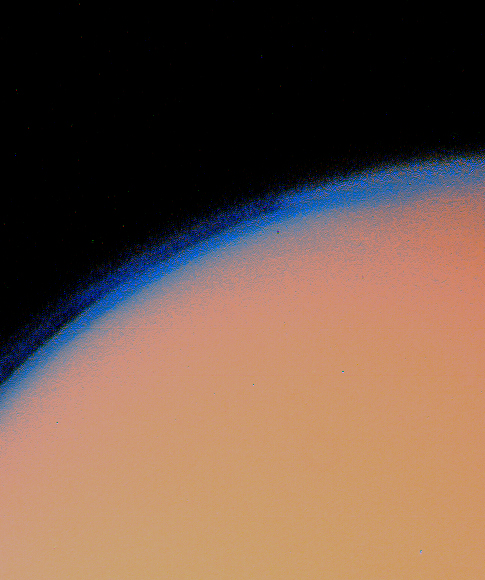
Fotografía de Titán tomada por la Voyager 1 en 1980

El sistema de satélites de Saturno no fue explorado hasta las misiones espaciales Pioneer 11 en 1979 y las Voyager 1 y Voyager 2 en 1980 y 1981, todas ellas lanzadas por la NASA, las cuales realizaron sobrevuelos del sistema de Saturno. 
La primera de ellas, Pioneer 11, no dedicó especial atención a Titán, tomando sin embargo las primeras fotografías del satélite, que permitieron observar una atmósfera gaseosa y densa. Debido a esto, los controladores de la misión Voyager 1 decidieron que la sonda hiciera una mayor aproximación a este satélite, por lo que la misma fue desviada, abandonando la eclíptica para hacer un sobrevuelo más cercano a Titán, del que pasó a menos de 6.500 km. Desgraciadamente la Voyager 1 no poseía ningún instrumento para penetrar la niebla de Titán. Muchos años después, un proceso digital de las imágenes tomadas por la Voyager 1 con el filtro anaranjado reveló el rasgo oscuro conocido como Xanadu.
La Voyager 2 solo echó una mirada a Titán, pues el equipo de vuelo tenía la opción de dirigir la nave espacial para una exploración en detalle de Titán o usar otra trayectoria que le permitiría visitar Urano y Neptuno. Dada la falta de rasgos de la superficie vista por la Pioneer 11 y por la Voyager 1, se adoptó la segunda opción.
Tras esto, durante varias décadas no se volvió a lanzar ninguna sonda en dirección a Saturno, por lo que las principales observaciones de Titán fueron realizadas por grandes telescopios terrestres equipados con óptica adaptativa, como el telescopio Keck, o por el telescopio espacial Hubble.

### Misión Cassini/Huygens

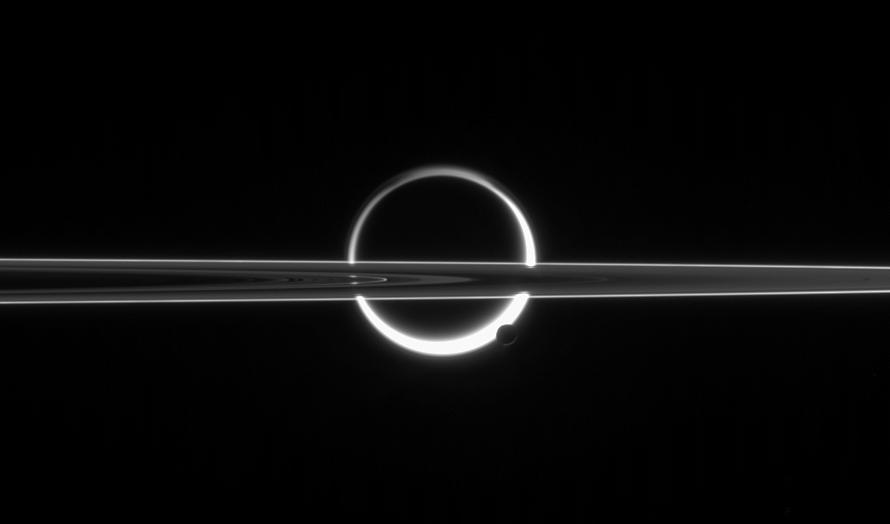
Titán creciente y Encélado a través de los anillos de Saturno, captados por la sonda Cassini.

La misión Cassini/Huygens, de las agencias NASA, ESA y ASI en conjunto, que explora el sistema de Saturno, se puso en órbita a Saturno el 1 de julio de 2004. La sonda Cassini sobrevoló Titán el 26 de octubre de 2004 y ha empezado el proceso de trazar la superficie de Titán con el radar.
Dos artículos recientes han publicado resultados de la sonda Huygens donde se revela la posibilidad de existencia de vida. La atmósfera de Titán es rica en metano, pero puesto que dicho gas es destruido constantemente por la luz ultravioleta, debe existir una fuente en Titán para mantener el nivel del mismo. En la destrucción del metano se produce hidrógeno y acetileno, por lo que el hidrógeno debería estar distribuido equitativamente a través de las distintas capas de la atmósfera.
Sin embargo, hay una disparidad entre la densidad de hidrógeno observada y la esperada, pues parece que el hidrógeno desaparece en la superficie del satélite por culpa de algún mecanismo desconocido. La rareza de este fenómeno y la necesidad de una fuente de metano son indicios de la posible existencia de vida.
Recientemente en 2015 un grupo de químicos de la universidad de Cornell diseñó un modelo de pared celular usando acrilonitrato, compuesto orgánico del nitrógeno que se da de manera natural en la atmósfera de Titán. Se espera investigar cómo dichas células se comportarían en un ambiente de predominancia de metano y a la temperatura baja que hace en Titán.

### Primer aterrizaje en Titán

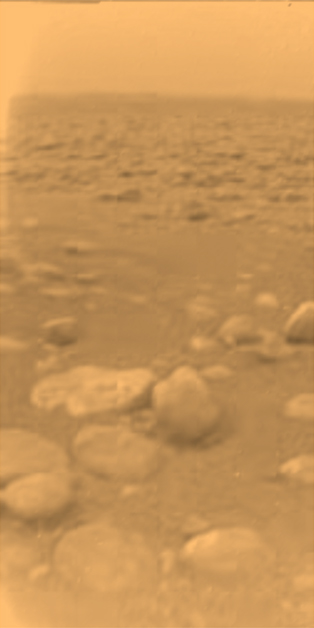
Imagen de la superficie de Titán, tomada por la sonda Huygens

El 14 de enero de 2005 la sonda Huygens descendió de manera satisfactoria sobre la superficie de Titán en una región conocida como Adiri, obteniendo imágenes durante su descenso y en la superficie. La panorámica durante el descenso muestra suaves colinas con canales de drenaje. Los canales parecen conducir a una región cercana, ancha, plana y oscura. Parece incluso verse una zona de costa e incluso islas, y lo que parece ser un mar de metano, todo en un ambiente brumoso.
Los científicos de la ESA estiman que la sonda podría haber descendido sobre la región oscura. La imagen tomada tras el aterrizaje muestra una superficie plana cubierta por piedras en forma de guijarros redondeados. Los guijarros podrían estar formados en su mayoría de hielo de agua. No hay que olvidar que, en Titán, no existe agua líquida en su superficie, aunque sí existe agua congelada; dicho hielo está presente en forma de rocas.
Una semana después del aterrizaje, Martín Tomasko, de la Universidad de Arizona y responsable de las cámaras de la Huygens, declaró: «Ahora disponemos de la clave para saber lo que moldea el paisaje de Titán. Las pruebas geológicas de precipitaciones, erosión, abrasión mecánica y actividad fluvial que han dado forma a Titán son muy parecidas a las que han moldeado la Tierra».
Para Jean-Pierre Lebreton: «La superficie de Titán sería parecida a un desierto en Arizona», donde el suelo sería de hielo sucio; las rocas que se aprecian en la fotografía serían hielos.
Las fotos muestran una compleja red de estrechos canales de drenaje que descienden desde las brillantes montañas hasta regiones más bajas llanas y oscuras. Hay lagos, costas e islas asombrosamente parecidos a los de la Tierra; e incluso llueve, no cuando aterrizó la nave, pero probablemente hacía poco que lo había hecho. Sin embargo la analogía acaba aquí. Titán es un mundo gobernado por su temperatura baja de –179 °C con una atmósfera de nitrógeno y metano. Allí el metano cumple el papel del agua en la Tierra, formando nubes en su atmósfera; cuando se condensa sobre los aerosoles forma una lluvia de metano con partículas que llena los torrentes con un material negro que fluye. Pero ahora los cañones y los lagos están secos porque el metano, al igual que el agua en la Tierra, se infiltra bajo el suelo de Titán, dejando en la superficie restos de materia orgánica.
Sabemos que llueve metano porque la sonda iba provista de un sensor en forma de bastón, que fue lo primero que tocó tierra y que luego penetró en ella. Según John Zarnecki, de la Open University, en un primer instante encontró fuerte resistencia, de lo que se deduce que sobre la superficie hay una costra con la consistencia de la arcilla. Los sensores detectaron transferencia de calor y evaporación de metano. Una parte importante de los datos se perdió debido a un fallo de comunicación a través de uno de los dos canales de comunicaciones de los que disponía la sonda.
En marzo de 2007, la ESA, la NASA, y el COSPAR (international Commitee for Space Research) decidieron de común acuerdo nombrar el lugar de aterrizaje de la sonda Huygens como Hubert Curien Memorial Station, en memoria de Hubert Curien, primer presidente de la Agencia Espacial Europea.

## Titán en la cultura popular
Titán es escenario de varias obras de la literatura de ciencia ficción: Titán, de John Varley; Regreso a Titán, de Arthur C. Clarke; Las sirenas de Titán, de Kurt Vonnegut; Amos de títeres, de Robert A. Heinlein; Luna de Plutón, de Ángel David Revilla, etc.
En la línea alterna temporal, (línea temporal Kelvin) el USS Enterprise se escondió en las nubes de Titán de la nave espacial minera del romulano renegado Nerón. (Star Trek El Futuro Comienza, año 2009)
En los cómics Marvel, Titán, el lugar del que procede el villano Thanos, conocido como "el titán loco", y sus familiares, está basado en este satélite.
Titán aparece en los videojuegos Destiny 2 y en Starfield, como un satélite que el jugador puede visitar.
En la caricatura Solarballs, Titán aparece como el líder de la revolución lunar.